# 이시바역
이시바역(일본어: 石場駅)은 일본 시가현 오쓰시에 위치한 게이한 전기 철도 이시야마사카모토 선의 철도역이다. 역 번호는 OT 10이며, 상대식 승강장 2면 2선의 구조를 갖춘 지상역이다.

## 타는 곳
| (역사 쪽) | ■ 이시야마사카모토 선 | 하행 | 하마오쓰 · 사카모토 · 교토 · 오사카 방면 |
| (반대 쪽) | ■ 이시야마사카모토 선 | 상행 | 게이한제제 · 이시야마데라 방면           |

## 이용 현황
- 2009년도 : 3,424명

## 역 주변
- 비와코 홀
- NHK 오쓰 방송국
- 오쓰 상공 회의소
- 비와코 홀

## 인접 역
| 게이한 전기철도 ■ 이시야마사카모토 선 | 게이한 전기철도 ■ 이시야마사카모토 선 | 게이한 전기철도 ■ 이시야마사카모토 선 |
| ------------------------------------- | ------------------------------------- | ------------------------------------- |
| OT 09 게이한제제 이시야마데라 방면    | ■ 이시야마사카모토 선                 | 시마노세키 OT 11 사카모토 방면        |